# Olympische Winterspiele 1980/Ski Alpin – Abfahrt (Frauen)
Die Abfahrt der Frauen bei den Olympischen Winterspielen 1980 wurde am 17. Februar 1980 am Whiteface Mountain ausgetragen. Am Start waren 28 Teilnehmerinnen aus 13 Ländern. Olympiasiegerin wurde Annemarie Moser-Pröll aus Österreich mit einer Gesamtzeit von 1:37,52 Minuten. Die Silbermedaille holte Hanni Wenzel aus Liechtenstein vor der Schweizerin Marie-Theres Nadig, die die Bronzemedaille gewann.

## Ergebnisse
| Rang | Start- nummer | Athletin                | Nation             | Zeit (min) | Rückstand (s) |
| ---- | ------------- | ----------------------- | ------------------ | ---------- | ------------- |
| 001  | 6             | Annemarie Moser-Pröll   | Österreich         | 1:37,52    | —             |
| 002  | 12            | Hanni Wenzel            | Liechtenstein      | 1:38,22    | +0,70         |
| 003  | 9             | Marie-Theres Nadig      | Schweiz            | 1:38,36    | +0,84         |
| 004  | 14            | Heidi Preuss            | Vereinigte Staaten | 1:39,51    | +1,99         |
| 005  | 19            | Kathy Kreiner           | Kanada             | 1:39,53    | +2,01         |
| 006  | 20            | Ingrid Eberle           | Österreich         | 1:39,63    | +2,11         |
| 007  | 22            | Torill Fjeldstad        | Norwegen           | 1:39,69    | +2,17         |
| 007  | 11            | Cindy Nelson            | Vereinigte Staaten | 1:39,69    | +2,17         |
| 009  | 18            | Marianne Zechmeister    | BR Deutschland     | 1:39,96    | +2,44         |
| 010  | 5             | Jana Šoltýsová          | Tschechoslowakei   | 1:40,71    | +3,19         |
| 011  | 4             | Laurie Graham           | Kanada             | 1:40,74    | +3,22         |
| 011  | 2             | Bernadette Zurbriggen   | Schweiz            | 1:40,74    | +3,22         |
| 013  | 24            | Loni Klettl             | Kanada             | 1:40,95    | +3,43         |
| 014  | 16            | Holly Flanders          | Vereinigte Staaten | 1:40,96    | +3,44         |
| 015  | 23            | Cristina Gravina        | Italien            | 1:40,99    | +3,47         |
| 016  | 17            | Marie-Luce Waldmeier    | Frankreich         | 1:41,05    | +3,53         |
| 017  | 13            | Evi Mittermaier         | BR Deutschland     | 1:41,26    | +3,74         |
| 017  | 7             | Doris De Agostini       | Schweiz            | 1:41,26    | +3,74         |
| 019  | 3             | Irene Epple             | BR Deutschland     | 1:41,68    | +4,16         |
| 020  | 8             | Annemarie Bischofberger | Schweiz            | 1:41,93    | +4,41         |
| 021  | 15            | Monika Bader            | BR Deutschland     | 1:41,96    | +4,44         |
| 022  | 1             | Cornelia Pröll          | Österreich         | 1:42,44    | +4,92         |
| 023  | 21            | Petra Wenzel            | Liechtenstein      | 1:42,50    | +4,98         |
| 024  | 25            | Moira Cargill           | Großbritannien     | 1:42,82    | +5,30         |
| 025  | 26            | Valentina Iliffe        | Großbritannien     | 1:43,28    | +5,76         |
| 026  | 27            | Anna Archibald          | Neuseeland         | 1:46,68    | +9,16         |
| 027  | 28            | Farida Rahmeh           | Libanon            | 2:42,88    | +65,36        |
|      | 10            | Caroline Attia          | Frankreich         | DNF        |               |